# Vello Pärnpuu
Vello Pärnpuu (ur. 12 lutego 1973) – estoński zapaśnik walczący w stylu klasycznym. Zajął dwunaste miejsce na mistrzostwach świata w 2001. Szesnasty na mistrzostwach Europy w 1998. Zdobył pięć medali na mistrzostwach nordyckich w latach 1994-2002 roku.